# 류희령
류희령(柳希齡, 1480년~1552년)은 조선 초기의 문신이다. 본관은 진주(晉州), 자는 원로(元老), 호는 몽암(夢菴)·몽와(夢窩)이다.

## 가계
- 증조부 : 류종식(柳宗植)
  - 조부 : 류문통(柳文通)
    - 숙부 : 류인숙(柳仁淑)
    - 아버지 : 류인귀(柳仁貴)
    - 어머니 : 성주 이씨, 이장생(李長生)의 딸
      - 부인 : 우심언(禹審言)의 딸

## 저서
- 《동국사략(東國史略)》

## 관련 문화재
- 신편유취대동시림 권9～11, 31～39 - 대한민국 보물 제2030호